# جيمس ديوار (شخصية أعمال)
جيمس ديوار (بالإنجليزية: James Dewar) هو شخصية أعمال أمريكي، ولد في 5 فبراير 1897 في مقاطعة كوك في الولايات المتحدة، وتوفي في 30 يونيو 1985 في دانرز غروف في الولايات المتحدة.